# Фуглаватне
Фуглаватне (норв. Fuglavatnet) — озеро в комуні Тюсвер в фюльке Ругаланн, Норвегія. Озеро знаходиться на південь від села Аксдал.